# Kaplica Kunštát

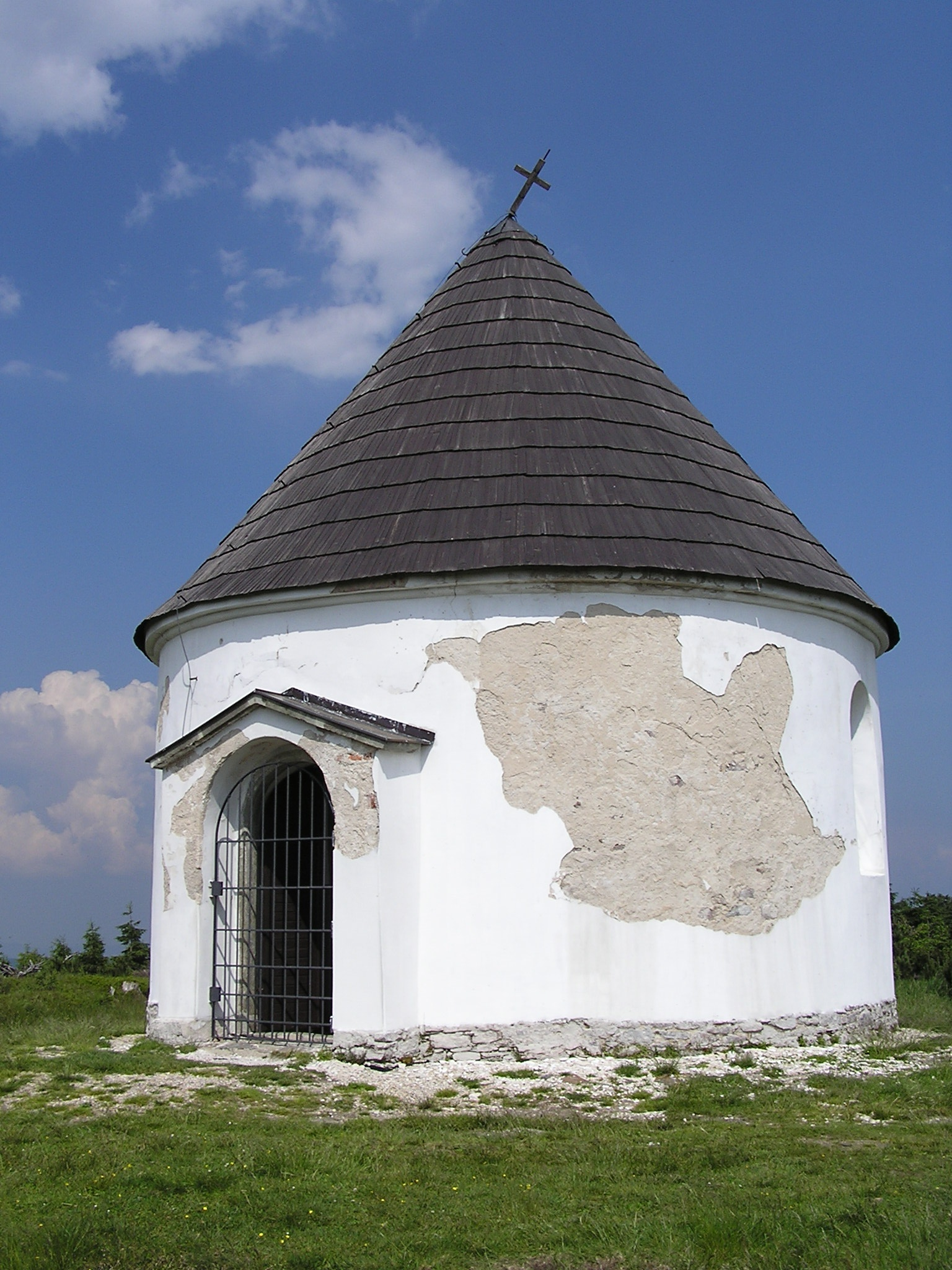
Kaplica Kunštát

Kaplica Kunštát (cz. Kunštátská kaple) – barokowa kaplica nieopodal miejscowości Kunštát w powiecie Rychnov nad Kněžnou, znajdująca się na szlaku Aloisa Jiraska w Górach Orlickich. 
Zbudowana w 1760 roku na planie koła. Po II wojnie światowej została zdewastowana. Odrestaurowana w latach 60. XX wieku. Następnie konserwowana w 2000 i 2005 roku.